# Lachowicze (obwód rówieński)
Lachowicze - cegielnia i futor we wsi Teklówka w dawnej gminie Bereźne w powiecie kostopolskim województwa wołyńskiego.